# Copia conoscenza

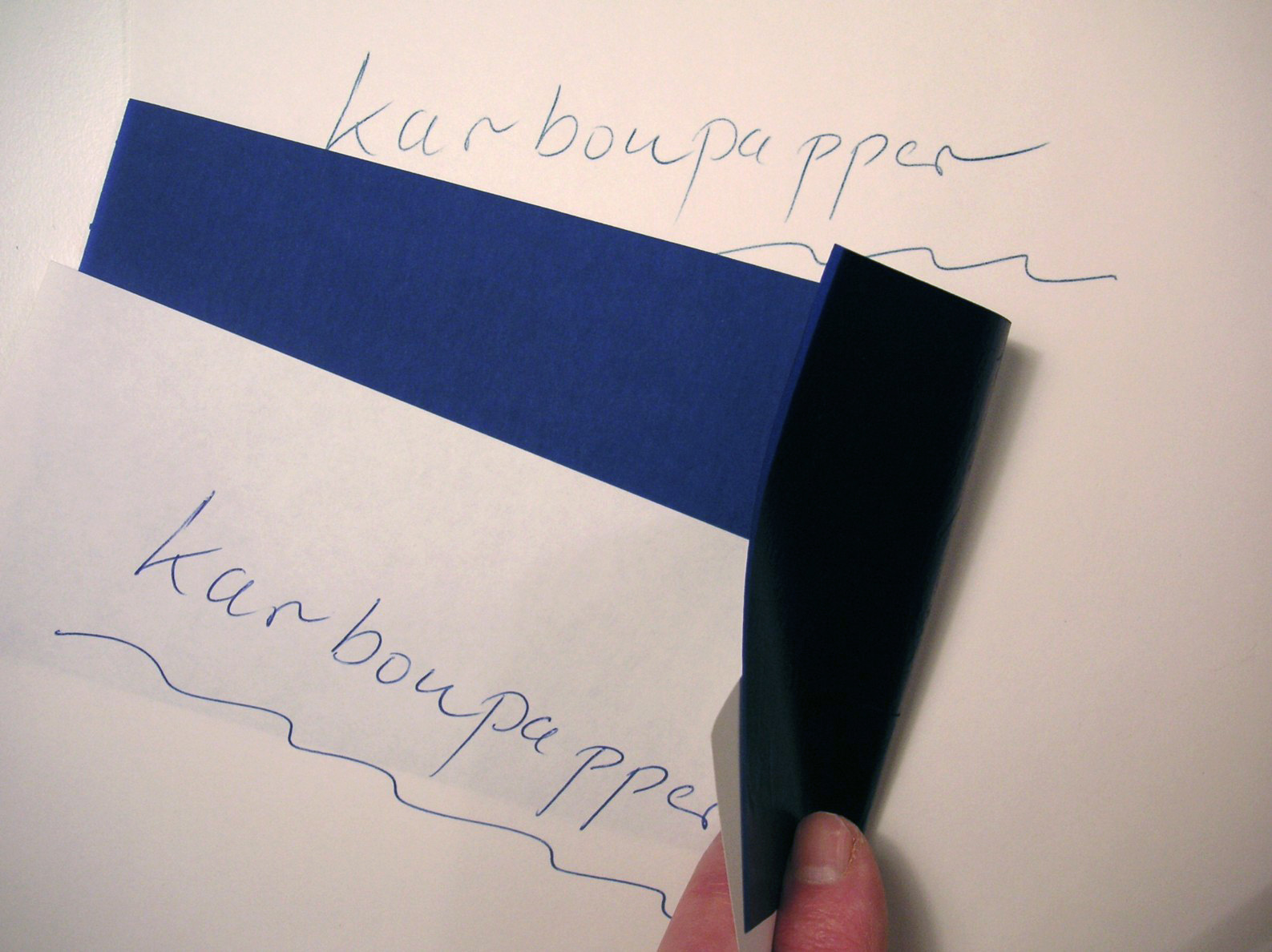
Una copia fatta con carta carbone.

La copia carbone (dall'inglese carbon copy anche nota come copia conoscenza; in sigla c.c. ) è la copia di un documento rivolta a uno o più destinatari – diversi dai diretti interessati – al fine di informarli.
Quest’ultimo prevede pertanto l'aggiunta dell'abbreviazione cc, seguita da un elenco di nomi, detti appunto destinatari in copia conoscenza. Essa è utilizzata sia con documenti cartacei che per invii di posta elettronica. Poiché il processo di copia cartacea avveniva generalmente mediante carta carbone, è nata come dicitura quale copia carbone (da preferire a copia conoscenza) derivando dall'inglese carbon copy. Nel corso del tempo, l'acronimo c.c. è stato frainteso ed il trapasso orale da parte di chi ignorava l'origine del termine è mutato in copia conoscenza.
La copia conoscenza è anche l'intestazione "Cc:" dei messaggi di posta elettronica che è l'acronimo dell'espressione inglese carbon copy.
L'invio in copia carbone / conoscenza, invece, è una modalità di comunicazione molto diffusa in ambito aziendale, per cui una missiva, oltre che essere spedita ai diretti interessati, è copiata e spedita anche ad altri destinatari – questi ultimi nelle e-mail possono essere indicati nel campo "Cc:".